# John Grist Brainerd
John Grist Brainerd (7 de agosto de 1904 – 1 de febrero de 1988) fue un ingeniero eléctrico estadounidense que se convirtió en el investigador jefe del proyecto para construir el ENIAC, el primer ordenador digital electrónico de propósito general en los EE. UU. Más tarde fue decano de la Escuela Univeritaria Moore de Ingeniería Eléctrica, en la Universidad de Pensilvania.
Brainerd nació en 1904, obtuvo un título en ingeniería eléctrica por la Universidad de Pensilvania en 1925 y el doctorado en 1929. Fue profesor de la Escuela Univeritaria Moore en 1925 y dirigió la escuela de 1954 a 1970. En 1970 se retira como Profesor Emérito Universitario.
La más famosa contribución de Brainerd, junto a J. Presper Eckert, John Mauchly y otros, fue la creación del ENIAC, el primer ordenador digital electrónico de propósito general. A pesar de que Eckert y Mauchly era los diseñadores en jefe del ENIAC, Brainerd fue seleccionado como investigador jefe del proyecto ENIAC, que se desarrolló entre 1943 y 1946 en la Escuela Univeritaria Moore.
También ayudó a diseñar el programa de licenciado en ingeniería eléctrica en Penn en 1927, y escribió dos libros de texto,  High Frequency Alternating Currents [Corrientes alternas de Alta frecuencia] en 1931 junto a Knox McIlwain y Ultra-High Frequency Techniques [Técnicas de Ultra-Alta Frecuencia] en 1942. Después de retirarse se convirtió en presidente de la Sociedad para la Historia de la Tecnología.
Brainerd recibió la Medalla a los Fundadores del IEEE en 1975 "por su liderazgo en electrónica en los campos que abarcan la tecnología de los ordenadores, las técnicas de alta frecuencia, la educación en la ingeniería y la estandarización eléctrica nacional e internacional."